# Primus Classic 2021
La 10e édition de la Primus Classic ou Primus Classic Impanis-Van Petegem a lieu le 18 septembre 2021 en Belgique entre Brakel et Haacht, sur une distance de 197,7 kilomètres. Elle fait partie du calendrier UCI ProSeries 2021 (deuxième niveau mondial) en catégorie 1.Pro.
La course est remportée par le cycliste français Florian Sénéchal de l'équipe Deceuninck-Quick Step.

## Présentation

### Équipes
Vingt équipes sont au départ de la course : onze équipes UCI WorldTeam, cinq équipes continentales professionnelles et quatre équipes continentales.
| WorldTeams (11)- Deceuninck-Quick Step - AG2R Citroën Team - Bora-Hansgrohe - Cofidis - EF Education-Nippo - Intermarché-Wanty-Gobert Matériaux - Israel Start-Up Nation - Lotto Soudal - Team DSM - Qhubeka NextHash - Trek-Segafredo ProTeams (5)- Alpecin-Fenix - Bingoal Pauwels Sauces WB - Sport Vlaanderen-Baloise - Arkéa-Samsic - Uno-X Pro Cycling Team Équipes continentales (4)- À Bloc CT - BEAT Cycling - EvoPro Racing - Tarteletto-Isorex |
| |

## Classement final
| \| Classement général \| Classement général \| Classement général \| Classement général \| Classement général \| \| Coureur \| Coureur \| Pays \| Équipe \| Temps \| \| ------------------ \| -------------------- \| ------------------ \| --------------------- \| ------------------ \| \| 1er \| Florian Sénéchal \| France \| Deceuninck-Quick Step \| 4 h 34 min 05 s \| \| 2e \| Tosh Van der Sande \| Belgique \| Lotto-Soudal \| + 0 s \| \| 3e \| Jasper Stuyven \| Belgique \| Trek-Segafredo \| + 0 s \| \| 4e \| Mikkel Honoré \| Danemark \| Deceuninck-Quick Step \| + 0 s \| \| 5e \| Simon Clarke \| Australie \| Qhubeka NextHash \| + 4 s \| \| 6e \| Yves Lampaert \| Belgique \| Deceuninck-Quick Step \| + 4 s \| \| 7e \| Zdeněk Štybar \| Tchéquie \| Deceuninck-Quick Step \| + 1 min 00 s \| \| 8e \| Mathieu van der Poel \| Pays-Bas \| Alpecin-Fenix \| + 1 min 00 s \| \| 9e \| Giacomo Nizzolo \| Italie \| Qhubeka NextHash \| + 1 min 00 s \| \| 10e \| Davide Ballerini \| Italie \| Deceuninck-Quick Step \| + 1 min 00 s \| |                      |           |                       |                 |
| |                      |           |                       |                 |
| Source : ProCyclingStats |                      |           |                       |                 |
| Classement général |                      |           |                       |                 |
| Coureur | Coureur              | Pays      | Équipe                | Temps           |
| 1er | Florian Sénéchal     | France    | Deceuninck-Quick Step | 4 h 34 min 05 s |
| 2e | Tosh Van der Sande   | Belgique  | Lotto-Soudal          | + 0 s           |
| 3e | Jasper Stuyven       | Belgique  | Trek-Segafredo        | + 0 s           |
| 4e | Mikkel Honoré        | Danemark  | Deceuninck-Quick Step | + 0 s           |
| 5e | Simon Clarke         | Australie | Qhubeka NextHash      | + 4 s           |
| 6e | Yves Lampaert        | Belgique  | Deceuninck-Quick Step | + 4 s           |
| 7e | Zdeněk Štybar        | Tchéquie  | Deceuninck-Quick Step | + 1 min 00 s    |
| 8e | Mathieu van der Poel | Pays-Bas  | Alpecin-Fenix         | + 1 min 00 s    |
| 9e | Giacomo Nizzolo      | Italie    | Qhubeka NextHash      | + 1 min 00 s    |
| 10e | Davide Ballerini     | Italie    | Deceuninck-Quick Step | + 1 min 00 s    |

## Classements UCI
La course attribue aux coureurs le même nombre de points pour l'UCI ProSeries 2021 et le Classement mondial UCI.
| Position           | 1er | 2e  | 3e  | 4e  | 5e | 6e | 7e | 8e | 9e | 10e | 11e | 12e | 13e | 14e | 15e | 16e à 30e | 31e à 40e |
| Classement général | 200 | 150 | 125 | 100 | 85 | 70 | 60 | 50 | 40 | 35  | 30  | 25  | 20  | 15  | 10  | 5         | 3         |